# Шаришке Михаљани
Шаришке Михаљани (слч. Šarišské Michaľany) насељено је мјесто са административним статусом сеоске општине (слч. obec) у округу Сабинов, у Прешовском крају, Словачка Република.

## Становништво
| Година:    | 1994. | 2004.   | 2014.   | 2024.   |
| ---------- | ----- | ------- | ------- | ------- |
| Број људи: | 2621  | 2698    | 2855    | 2695    |
| Разлика:   |       | +2,93 % | +5,81 % | -5,60 % |

| Година:    | 2023. | 2024.   |
| ---------- | ----- | ------- |
| Број људи: | 2700  | 2695    |
| Разлика:   |       | -0,18 % |

Према подацима о броју становника из 2011. године насеље је имало 2.854 становника.